# The Avalanches
The Avalanches sind eine australische Band innerhalb der elektronischen Musik aus Melbourne, die für ihre zahlreichen DJ-Aktivitäten und ihr Debütalbum Since I Left You, welches mit ungefähr 3.500 Vinylsamples aufgenommen wurde, bekannt ist. Die aktuellen Mitglieder der Band sind die Mitgründer Robbie Chater und Tony Di Blasi. The Avalanches zählen zu den wichtigsten Vertretern des Genres Plunderphonics.

## Geschichte
The Avalanches begannen 1995 als Alarm 115, eine Noise-Punk-Formation inspiriert durch Bands wie Drive Like Jehu, The Fall und Ultra Bidet. Offiziell benannte sich die Gruppe erst bei ihrem fünften Live-Auftritt, als Vorgruppe von Jon Spencer Blues Explosion, in The Avalanches um. Daraufhin wuchs ihre Bekanntheit schnell. Die Debütsingle Rock City wurde im Frühjahr 1997 bei Trifekta Records veröffentlicht. Darauf folgte im Dezember desselben Jahres die EP El Producto bei Wondergram Records. Aufgrund des Erfolgs der EP nahm Label-Inhaber Steve Pavlovic The Avalanches im Mai 1998 bei seinem neuen Label Modular Recordings unter Vertrag. Die australische Plattenfirma veröffentlichte zwischen 2000 und 2020 die drei Studioalben der Band, auf LP jeweils als Doppelalbum.

### Since I Left You
Since I Left You, das Debütalbum der Avalanches, wurde am 27. November 2000 in Australien von Modular Recordings veröffentlicht und für neun ARIA Awards nominiert. Außerdem gewannen sie sechs australische Dance Music Awards. In England stieg die aus dem Album ausgekoppelte erste Single, ebenfalls unter dem Namen Since I Left You, auf Platz 16 in die Charts ein und das Video zur Single wurde bei den MTV Europe Music Awards zum „Video des Jahres“ ausgezeichnet. Das bekannte Hip-Hop-Magazin Juice wählte das Album auf Platz 4 der besten australischen Alben aller Zeiten. Since I Left You enthält zahlreiche Samples anderer Künstler, darunter ein Sample aus Madonnas Hitsingle Holiday im Song Stay Another Season. Das zwischen 1999 und 2000 produzierte Album wurde durchgehend positiv bewertet und fand in einigen Bestenlisten Beachtung.

### Wildflower
Mit Wildflower erschien am 8. Juli 2016 nach sechzehn Jahren das zweite Studioalbum von The Avalanches. Am 2. Juni 2016 wurde die erste Singleauskopplung Frankie Sinatra aus dem Langzeitprojekt veröffentlicht, an dem die Band seit 2000 gearbeitet hat. Wildflower erschien global über Modular Recordings, Astralwerks und XL Recordings. Als Gäste wirkten u. a. Danny Brown, MF Doom, Ariel Pink und Father John Misty an dem Album mit.

### We Will Always Love You
Vier Jahre nach dem zweiten Album veröffentlichte Modular am 11. Dezember 2020 We Will Always Love You. Es entstand zwischen 2017 und 2020. Gastbeiträge stammen u. a. von Johnny Marr, MGMT, Mick Jones, Kurt Vile, Karen O, Neneh Cherry, Jamie xx und Tricky.

## Diskografie

### Studioalben
- 2000: Since I Left You
- 2016: Wildflower
- 2020: We Will Always Love You

### Singles und EPs
- 1997: Rock City
- 1997: El Producto (EP)
- 1999: Undersea Community (EP)
- 1999: Electricity (EP)
- 2000: Mooks Sampler (EP)
- 2001: Frontier Psychiatrist
- 2001: Since I Left You (AU: Platin)
- 2001: Radio
- 2001: A Different Feeling (EP)
- 2001: At Last Alone
- 2008: Frontier Psychiatrist (Re-Release)
- 2016: Frankie Sinatra (AU: Gold)
- 2016: If I Was a Folkstar
- 2016: Colours
- 2016: Subways (AU: Gold)
- 2016: Because I’m Me (AU: Gold)
- 2018: Because I’m Me (Remixes)
- 2020: We Will Always Love You
- 2020: Running Red Lights (feat. Rivers Cuomo & Pink Siifu, AU: Gold)
- 2020: Wherever You Go / Reflecting Light
- 2020: Music Makes Me High / Take Care in Your Dreaming
- 2020: Interstellar Love

### Remixes
- 1999: Gerling – Enter Spacecapsule (Enter the Spaceship Mix by The Avalanches)
- 2000: Badly Drawn Boy – The Shining (The Avalanches Good Word for the Weekend Remix)
- 2001: Manic Street Preachers – So Why So Sad (Sean Penn Mix - Avalanches)
- 2004: Belle & Sebastian – I’m a Cuckoo (Avalanches Mix)
- 2004: The Concretes – Chico (Avalanches’ Wernham Hogg Remix)
- 2006: Wolfmother – Woman (Avalanches Millstream Remix)
- 2006: Franz Ferdinand – Fade Together (Avalanches Remix)